# Auranus
Auranus – rodzaj kosarzy z podrzędu Laniatores i rodziny Stygnidae. Gatunkiem typowym jest Auranus parvus.

## Występowanie
Przedstawiciele tego rodzaju wykazani są z Brazylii.

## Systematyka
Opisano dotąd 4 gatunki należące do tego rodzaju:
- Auranus hehu Pinto-da-Rocha & Tourinho, 2012
- Auranus hoeferscovitorum Pinto-da-Rocha, 1997
- Auranus parvus Mello-Leităo, 1941
- Auranus tepui Pinto-da-Rocha & Tourinho, 2012